# 科薩足球會
科薩足球會（Kossa FC）是一支位於所羅門群島霍尼亞拉的職業足球會，目前於所羅門群島足球聯賽角逐。

## 榮譽
- 所羅門群島全國俱樂部錦標賽: (1)

2006-07
- 霍尼亞拉足球聯賽: (1)

2008-09

## 在大洋洲足協比賽表現
- 大洋洲聯賽冠軍盃: 1次

決賽 2007-08